# Gabrielův dům
Gabrielův dům v Bruntále je starobylá budova bývalého městského muzea, nacházející se v rohu Náměstí Míru. Nejvýraznějším rysem je volutový štít, typický pro slezskou renesanci poloviny 16. století. Pochází z doby rozkvětu města pod vládou pánů z Vrbna.